# Jean-Claude Merlin

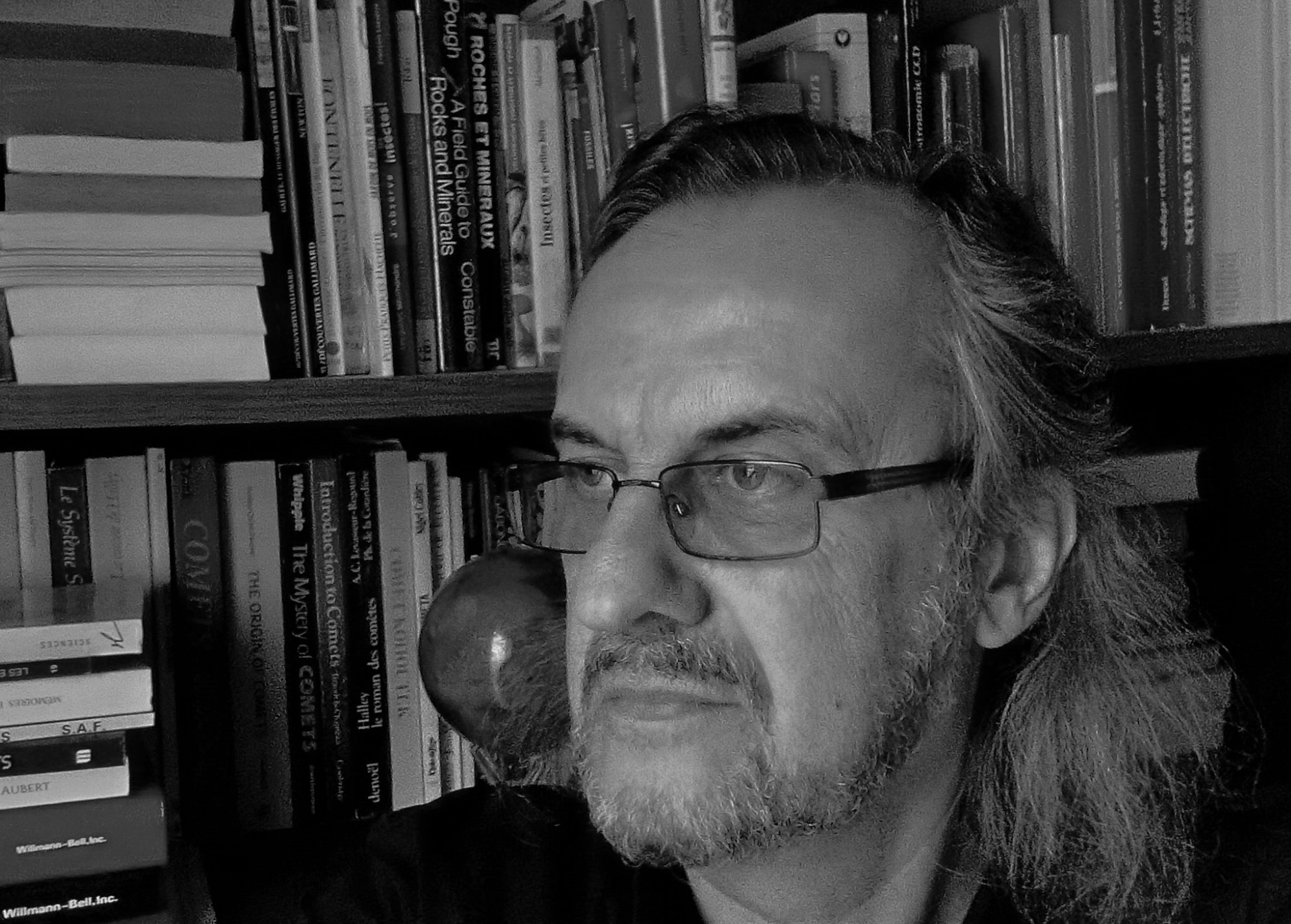
Jean-Claude Merlin, 2017

Jean-Claude Merlin (* 3. September 1954) ist ein französischer Informatiker und Amateurastronom. Er ist Gründerpräsident des Société astronomique de Bourgogne (Astronomische Gesellschaft des Burgund) und hat von 1997 bis 2013 insgesamt 75 Asteroiden und Kleinplaneten gefunden. Dazu gehören:
- (10233) Le Creusot
- (67979) Michelory
- (98494) Marsupilami
- (99262) Bleustein
- (110393) Rammstein
- (172850) Coppens
- (181627) Philgeluck
- (184878) Gotlib
- (227641) Nothomb
- (227767) Enkibilal
- (229631) Cluny
- (231307) Peterfalk
- (250840) Motörhead
- (260508) Alagna
- (261690) Jodorowsky
- (262876) Davidlynch
- (266854) Sezenaksu
- (274213) Satriani
- (308197) Satrapi
- (332183) Jaroussky
- (348034) Deslorieux
- (348383) Petibon
- (440670) Bécassine
- (475080) Jarry
- (570814) Nauru
- (596543) Ubu

Der Asteroid (57658) Nilrem wurde nach ihm benannt, dabei ist sein Nachname rückwärts geschrieben, der Asteroid ist jedoch nicht rückläufig.